# اقیانوس به اقیانوس
| بررسی جمعی    | بررسی جمعی |
| منبع          | رتبه‌بندی   |
| ------------- | ---------- |
| متاکریتیک     | ۸۱/۱۰۰     |
| بررسی انتقادی |            |
| منبع          | رتبه‌بندی   |
| پیچفورک       | ۷٫۳/۱۰     |
| پاپ‌مترز       | ۸/۱۰       |

اقیانوس به اقیانوس (به انگلیسی: Ocean to Ocean)؛ عنوان شانزدهمین آلبوم استودیویی خواننده و ترانه‌سرای آمریکایی توری ایموس است که در ۲۹ اکتبر ۲۰۲۱ منتشر شد. نسخه واینل آن در ۲۸ ژانویه ۲۰۲۲ انتشار یافت. تور افتتاحیه آلبوم در بریتانیا/ایرلند به دلیل همه‌گیری کرونا به تعویق افتاده‌است.

## پس زمینه
ایموس تکمیل ضبط آلبوم را با ورود به سومین قرنطینه همه‌گیری کرونا در ابتدای سال ۲۰۲۱ در کورن‌وال، جایی که ایموس زندگی می‌کند، کنار گذاشت.
```
 " وقتی آهنگ را را پخش می‌کردم، فقط به این فکر می‌کردم که "اینها مرا به جایی که باید بروم [که] از این تونالیته سمی خارج کند، نمی‌برد." اما نمی‌دانستم چطور از این شرایط خارج شوم؛ حتی نمی‌توانستم به پیانو نزدیک شوم. من فقط باید همانجا می‌نشستم و می‌گفتم "ما نداریم. من آن را ندارم. این رکورد اکسیر نیست. این دارو نیست که مرا از این پوسیدگی بیرون بیاورد. . . . [آهنگ‌ها] مرا به … یک نبرد می‌بردند، اما بعد از آن از خود می‌پرسیدم که با چه چیزی می‌خواهی بجنگی؟ چون مبارزه در حال حاضرجواب نمی‌دهد. شاید در یک سال و نیم پیش کار می‌کرد، … زمانی که [خاطرات سیاسی او] منتشر شد. اما زمانی که جزر و مد شروع به تغییر کرد و ما شروع به دیدن جنگ کردیم و سپس ما را به تماشای 
یک یورش
 زنده از تلویزیون کرد …»
[
۷
]
```

آموس سپس در حالی که در قرنطینه در کورن وال بود، آلبوم جدیدی نوشت و ضبط کرد، ترانه‌های آن از شیفتگی او به «مناظر این شهرستان و اسطوره‌های باستانی» الهام گرفته شده‌است. بخشی از نوشته‌های او نیز در واکنش به یورش ۲۰۲۱ به کاخ کنگره ایالات متحده است. اولین آهنگ نوشته شده برای آلبوم نهایی «Metal, Water, Wood» بود.
ایموس در یک بیانیه مطبوعاتی آلبوم را به عنوان «یک رکورد در مورد شکست‌های مان و نحوه کنار آمدن با آنها» توصیف کرد. او توضیح داد که متوجه شد باید «بنویسد» تا تصورش را از خودش «تغییر» دهد.
جلد آلبوم در ۱۷ اوت ۲۰۲۱ عکس برداری شد که در همین حین سه آهنگ دیگر نیز به آلبوم اضافه شدند.

## بازخوردها
آلبوم پس از انتشار مورد تحسین جهانی منتقدان موسیقی قرار گرفت. این آلبوم بر اساس ۹ نقد، امتیاز ۸۱ از ۱۰۰ را در وب‌سایت متاکریتیک دریافت کرد، که آن را به پر امتیازترین آلبوم ایموس از زمانی که متاکریتیک در سال ۲۰۰۱ شروع به نقد کرد، تبدیل کرده‌است.

## لیست آهنگ‌ها
همهٔ ترانه‌ها توسط توری ایموس نوشته شده‌است.
| شماره      | نام                         | مدت   |
| ---------- | --------------------------- | ----- |
| ۱.         | «Addition of Light Divided» | ۴:۰۵  |
| ۲.         | «Speaking with Trees»       | ۳:۵۵  |
| ۳.         | «Devil's Bane»              | ۴:۳۲  |
| ۴.         | «Swim to New York State»    | ۴:۲۰  |
| ۵.         | «Spies»                     | ۵:۵۹  |
| ۶.         | «Ocean to Ocean»            | ۳:۳۰  |
| ۷.         | «Flowers Burn to Gold»      | ۳:۴۱  |
| ۸.         | «Metal Water Wood»          | ۴:۰۰  |
| ۹.         | «29 Years»                  | ۴:۴۷  |
| ۱۰.        | «How Glass Is Made»         | ۳:۵۶  |
| ۱۱.        | «Birthday Baby»             | ۴:۴۴  |
| مجموع مدت: | مجموع مدت:                  | ۴۷:۳۸ |

## پرسنل
نوازندگان
- توری ایموس – آواز، پیانو (همه آهنگ‌ها)؛ ارگ هموند، کیبورد، فندر رودز، پیانو الکتریک Wurlitzer، (۱–۶، ۸–۱۱))
- جان فیلیپ شنل – مارکسوفون، اپتیگان، نمونه برداری، سینت سایزر (همه آهنگ‌ها)؛ کیبورد (۱، ۳–۵، ۱۱)، ارگ هاموند (۴، ۵، ۱۱)
- تش - آواز (۱–۳)
- جان ایوانز – گیتار بیس (۱–۶، ۸–۱۱)
- مت چمبرلین - درام، پرکاشن (۱–۶، ۸–۱۱)
- مارک هاولی - گیتار (۱–۶، ۸–۱۱)، دوبرو (۲، ۳)

بخش فنی
- جان آستلی – مسترینگ
- Miles Showell – مسترینگ وینیل
- آدریان هال – میکس
- مارک هاولی - میکس، ضبط
- جان ایوانز – ضبط (۱–۶، ۸–۱۱)
- جان فیلیپ شناله - ضبط (۱، ۳–۵، ۱۱)
- مت چمبرلین - ضبط (۱–۶، ۸–۱۱)
- آدام اسپری - دستیار ضبط

## جداول
| جدول (۲۰۲۱–۲۰۲۲)                               | رتبه |
| ---------------------------------------------- | ---- |
| آلبوم‌های استرالیایی (ای‌آرآی‌ای)                 | 46   |
| آلبوم‌های اتریشی (آلبوم‌های او۳)                 | 23   |
| آلبوم‌های بلژیکی (اولتراتاپ فلاندرز)            | 54   |
| آلبوم‌های بلژیکی (اولتراتاپ والونیا)            | 57   |
| آلبوم‌های هلندی (جدول‌های هلند)                  | 58   |
| آلبوم‌های فرانسوی (اس‌ان‌ئی‌پی)                    | 200  |
| آلبوم‌های آلمانی (۱۰۰ آلبوم برتر رسمی)          | 26   |
| آلبوم‌های ایرلندی (ایرما)                       | 96   |
| آلبوم‌های لهستانی (زدپی‌ای‌وی)                    | 34   |
| آلبوم‌های اسکاتلندی (شرکت جدول‌های رسمی)         | 19   |
| آلبوم‌های سوئیسی (جدول موسیقی سوئیس)            | 15   |
| آلبوم‌های بریتانیا (شرکت جدول‌های رسمی)          | 25   |
| بیلبورد ۲۰۰ ایالات متحده                       | 104  |
| آلبوم‌های آلترنیتیو برتر ایالات متحده (بیلبورد) | 9    |
| آلبوم‌های راک برتر ایالات متحده (بیلبورد)       | 16   |
| فروش آلبوم برتر (بیلبورد) ایالات متحده         | 6    |